# آلبرتو گربو
آلبرتو گربو (انگلیسی: Alberto Gerbo؛ زادهٔ ۹ نوامبر ۱۹۸۹) بازیکن فوتبال اهل ایتالیا است.
از باشگاه‌هایی که در آن بازی کرده‌است می‌توان به باشگاه فوتبال اینتر میلان، باشگاه فوتبال آنکونا، باشگاه فوتبال فوجا، باشگاه فوتبال لاتینا، و باشگاه فوتبال تریستیانا اشاره کرد.